# Tebro Roma
Tebro Roma (wł. Tebro Foot-Ball Club Roma) – włoski klub piłkarski, mający siedzibę w stolicy kraju, mieście Rzym, działający w latach 1911–1913.

## Historia
Chronologia nazw:
- 1911: Tebro Foot-Ball Club Roma
- 1913: klub rozwiązano

Klub sportowy Tebro F.B.C. został założony w miejscowości Rzym w 1911 roku. W sezonie 1911/12 zespół startował w mistrzostwach Quarta Categoria Lazio (D3), wygrywając rozgrywki w regionie. W następnym sezonie 1912/13, wskutek dopuszczenia drużyn ze środkowych i południowych Włoch do mistrzostw na najwyższym poziomie, klub został dopuszczony do eliminacji Prima Categoria Lazio. W rundzie pierwszej przegrał 1:2 z Pro Roma, a w rundzie drugiej spotkał się z przegranym pierwszej pary, klubem Alba Roma. 27 października 1912 roku na stadionie Stadio Nazionale zespół przegrał 0:2 i nie zakwalifikował się do Prima Categia Lazio, startując w sezonie 1912/13 w Promozione Lazio. Ponieważ Regionalny Komitet Lazio w sezonie 1913/14 organizował tylko mistrzostwa Terza Categoria Lazio, klub zawiesił działalność a potem został rozwiązany.

## Barwy klubowe, strój
|  |  |

Klub ma barwy żółto-czerwone.

## Sukcesy

### Trofea międzynarodowe
Nie uczestniczył w rozgrywkach europejskich (stan na 31-05-2020).

### Trofea krajowe
| \| \| Zdobyte trofea w rozgrywkach Włoch (stan na: 31-08-2020) \| |                                                          |      |                   |
| Rozgrywki                                                         | Osiągnięcie                                              | Razy | Sezon(y)          |
| · Mistrzostwo                                                     | I miejsce                                                | 0    |                   |
| · Mistrzostwo                                                     | II miejsce                                               | 0    |                   |
| · Mistrzostwo                                                     | III miejsce                                              | 0    |                   |
| · Mistrzostwo                                                     | eliminacje Lacjum                                        | 1    | 1912/13 (Laziale) |
| · Puchar                                                          | zdobywca                                                 | 0    |                   |
| · Puchar                                                          | finalista                                                | 0    |                   |
| II liga                                                           | I miejsce                                                | 0    |                   |
| II liga                                                           | II miejsce                                               | 0    |                   |
| II liga                                                           | III miejsce                                              | 0    |                   |
| II liga                                                           | 3 lub 4.miejsce                                          | 1    | 1912/13           |
| Włochy                                                            | Zdobyte trofea w rozgrywkach Włoch (stan na: 31-08-2020) |      |                   |

- Quarta Categoria Lazio (D4):
  - mistrz (1x): 1911/12

## Poszczególne sezony

### Rozgrywki międzynarodowe

#### Europejskie puchary
Nie uczestniczył w rozgrywkach europejskich.

### Rozgrywki krajowe
| \| Włochy \| Bilans występów klubu w rozgrywkach piłkarskich Włoch (Stan na 31 sierpnia 2020 r.) \| \| |                                                                                     |        |       |   |   |   |    |    |     |         |        |        |      |
| Poziom                                                                                                 | Rozgrywki                                                                           | Sezony | Mecze | Z | R | P | B+ | B– | Pkt | Lata    | Awanse | Spadki | Naj. |
| I | Prima Categoria Lazio                                                               | 1      |       |   |   |   |    |    |     | 1912/13 | 0      | 1      | 4    |
| II | Promozione Lazio                                                                    | 1      |       |   |   |   |    |    |     | 1912/13 | 0      | 0      | ?    |
| III | Terza Categoria Lazio                                                               | 0      |       |   |   |   |    |    |     |         | 0      | 0      |      |
| IV | Quarta Categoria Lazio                                                              | 1      |       |   |   |   |    |    |     | 1911/12 | 1      | 0      | 1    |
| | Puchar Włoch                                                                        | 0      |       |   |   |   |    |    |     |         | 0      | 0      |      |
| Włochy                                                                                                 | Bilans występów klubu w rozgrywkach piłkarskich Włoch (Stan na 31 sierpnia 2020 r.) |        |       |   |   |   |    |    |     |         |        |        |      |

## Struktura klubu

### Stadion
Klub piłkarski rozgrywa swoje mecze domowe na boisku sportowym w Rzymie.

### Derby
- Alba Roma
- Audace Roma
- Fortitudo Roma
- Lazio
- Pro Roma
- Roman
- Romana